# Bredenbek (Rönne)
El Bredenbek és l'únic afluent major del riu Rönne a Alemanya. Neix dels prats humits a Grabenhorst a la frontera dels municipis de Kisdorf i de Henstedt-Ulzburg al districte de Segeberg a l'estat de Slesvig-Holstein. Desemboca al Rönne al l'aiguamoll Wakendorfer Moor una reserva natural a Naherfurth, un nucli de Kayhude, a unes poques desenes de metres abans que aquest es vessa a l'Alster. El seu nom baix alemany significa rierol (bek) ample (breed). Amb l'Alster superior i el Rönne formen els eixos de la reserva natural de l'Oberalsterniederung.

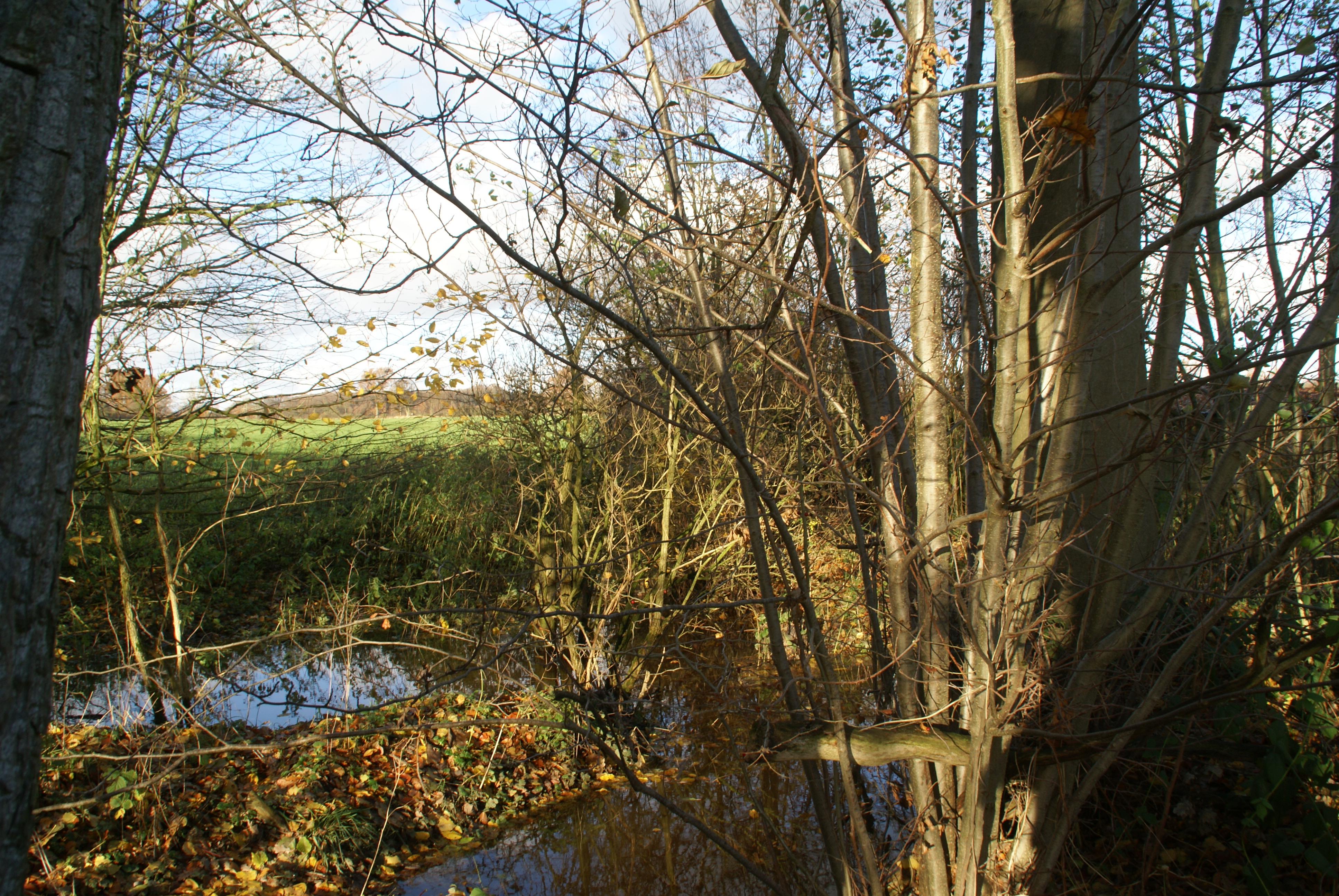
El riu al nucli Grabenhorst a Kisdorf
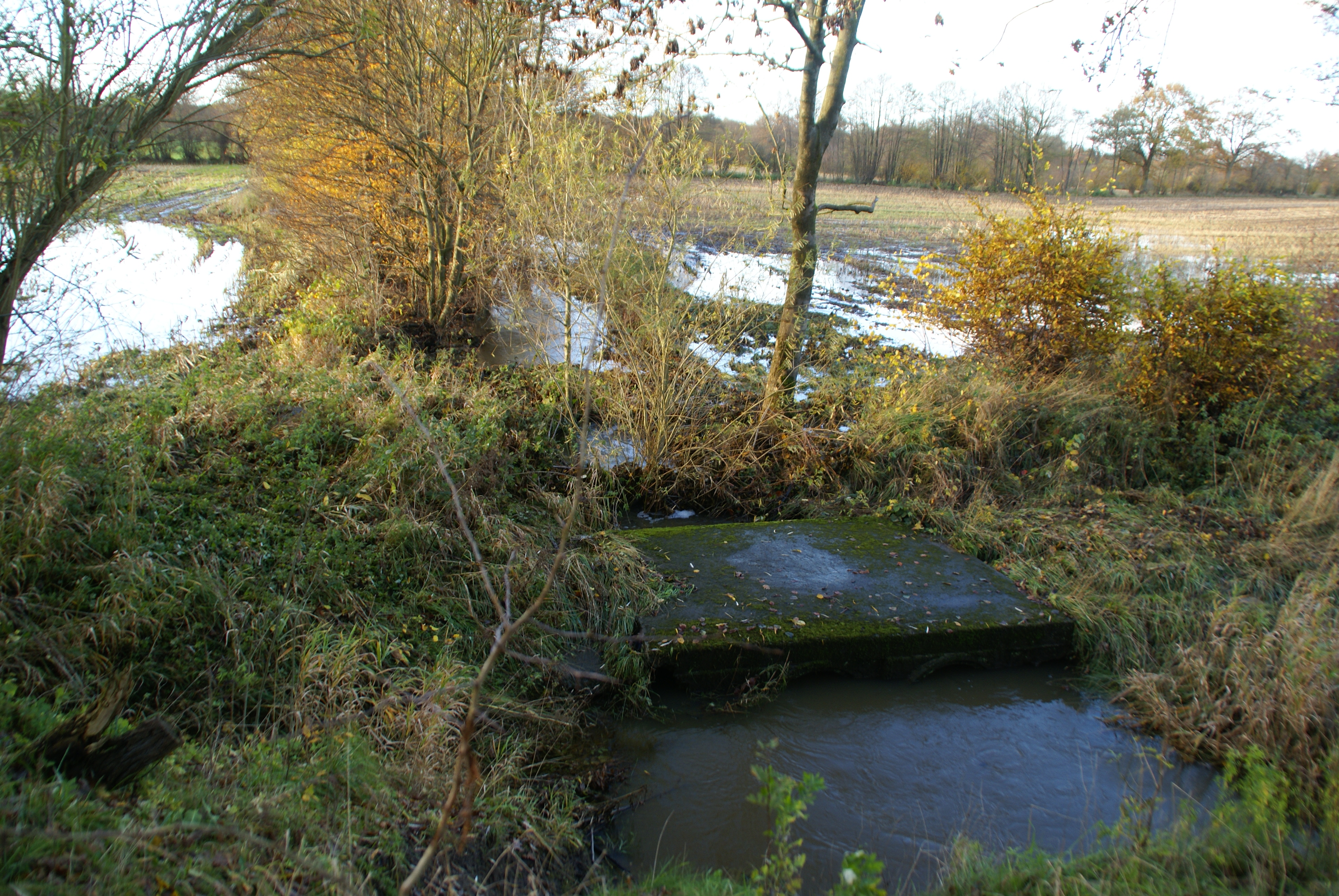
Gual per a bestiar a Wakendorf II